# SKA-Serebrjanye Lvy
SKA-Serebrjanye Lvy, ryska: СКА-Серебряные Львы, var ett ryskt juniorishockeylag som spelade i den ryska juniorligan Molodjozjnaja chokkejnaja liga (MHL) mellan 2010 och 2018, när de sportsliga delarna av laget blev fusionerade med SKA-Varjagi, som tog deras plats i ligan.
Laget spelade sina hemmamatcher i inomhusarenan Jubilejnyj i Sankt Petersburg.
De var en del av den professionella ishockeyklubben SKA Sankt Petersburg, som spelar i Rysslands första division Kontinental Hockey League (KHL).